# 競技歌牌

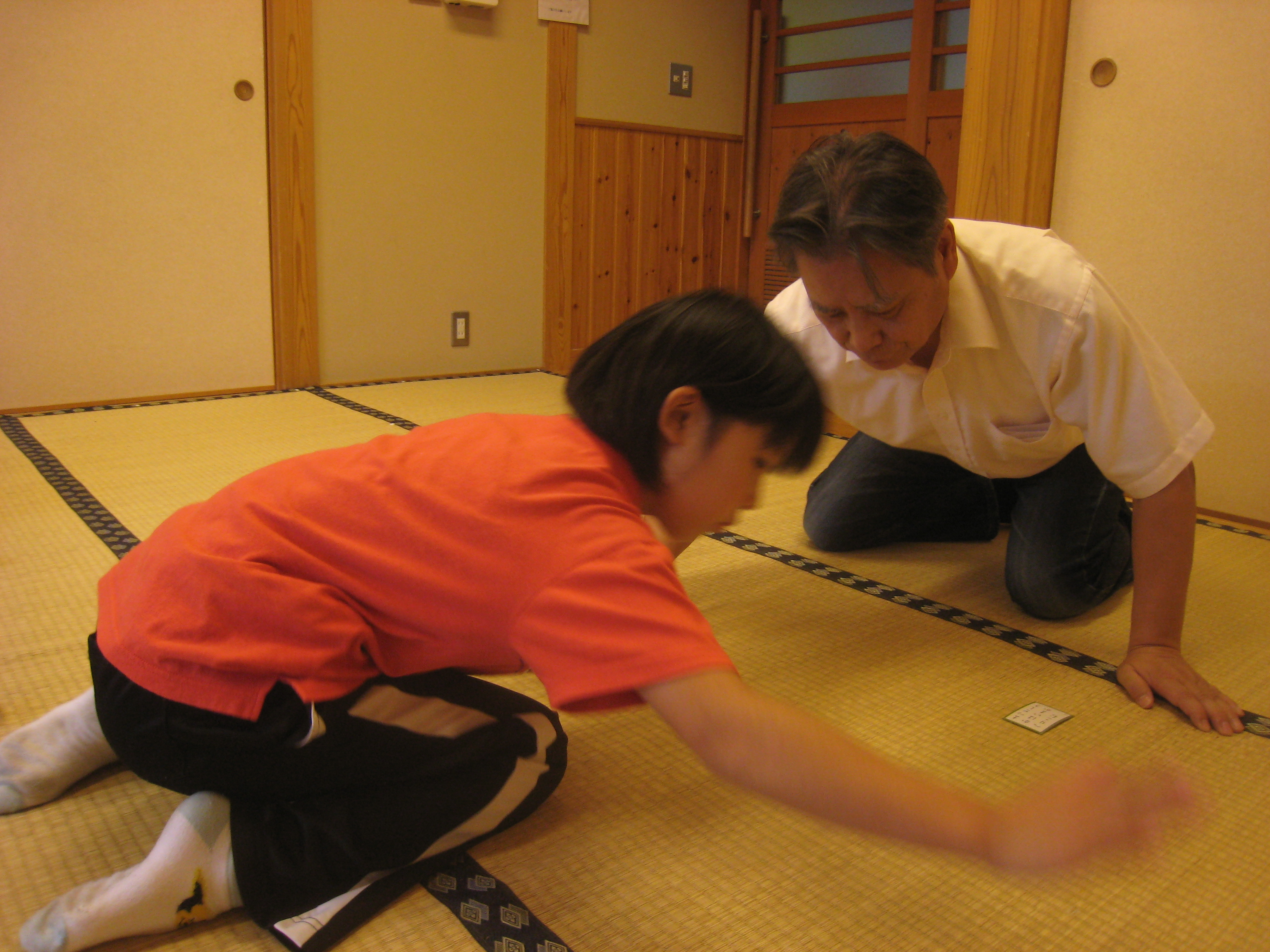
競技歌牌實戰樣貌

競技歌牌（日语： Kyōgikaruta），使用小倉百人一首歌牌，為歌牌比賽的主要形式。過去為日本宮廷遊戲，近期才演變成競技項目，由於比賽激烈，故競技歌牌又被稱為「榻榻米上的格鬥技」。

## 玩法
兩人對戰（個人賽）
從100張的字牌（獲取牌）中取50張洗亂並平分成各25張，兩方相對而坐並各自將歌牌分左右排成三排（三層），排好後有15分鐘的背誦時間，須背己陣及敵陣的牌位，背誦時間結束比賽開始，詠唱者會先唱序歌，待序歌唱畢才唱隨機抽出的詠唱牌，玩家依聽到的和歌搶相對應的牌（和歌的下半部），己陣牌最快用完者為贏家。
團體對戰
分為循環賽和紅白戰，規則皆與個人賽相同。
循環賽：即為五場個人賽，五人一隊，五場中先勝三場者獲勝，歌牌全國高中大賽即是此形式。
紅白戰：以三對三的方式進行，三人為一隊，可互相合作，與個人賽差別在100張字牌都會用上，並各擁有50張，所以不會有空牌。

## 遊戲規則及術語
擺牌格局
由左至右為87釐米，與敵陣間隔3釐米，依自己喜好左右各排成三排（由遠至近依序為上段、中段、下段）。
背誦時間
比賽前準備時間有15分鐘的背誦時間，玩家須於時間內盡可能記熟己陣及敵陣的歌牌位置以方便快速搶牌。
空揮
賽前2分鐘可做空揮（搶牌動作）的練習。
序歌
每一回合開始詠唱者會先唱一首非收錄在小倉百人一首中的和歌做為搶牌預告。
此和歌為「難波津之歌」，是日本仁德天皇時的作品，和歌內容（譯：難波渡津花，寒冬暗沉寂。今時將逢春，（梅）花開映波津。），下句會再重複一次做最後提醒。
搶牌
搶牌用左右手皆可，但只可用一隻手搶牌，未搶牌時手不可超出競技線。首先拍掉或碰到正確牌者即搶到牌。
當詠唱和歌的對應字牌出現在己陣時，搶下該牌後，此牌將不會再出現，己陣牌因此少一張。
當詠唱和歌的對應字牌出現在敵陣時，搶下該牌後便可拿走此牌，並可選一張己陣牌送牌給對方，己陣牌因此少一張，敵陣牌則未減少。
空牌
個人賽中檯面上只用了50張歌牌，但詠唱者有100張，故當詠唱者朗誦的和歌是檯面上沒有的即為空牌。
當聽到空牌時不需搶牌，如不小心搶牌則犯誤觸。
誤觸
指搶空牌或搶錯牌的情況。
如犯誤觸，對方依規定可送一牌過來，唯一例外是當正確牌和誤觸牌在同一陣營（同在敵陣或同在己陣）則不算。
是一種致命失誤，此失誤將使雙方牌數差距增加或减少2張（在己陣牌未減少的情況下，又增加一張敵陣的送牌）。
送牌
當正確牌出現在敵陣並搶到時，或當對方發生誤觸時，就有機會送一張己陣牌給對方，以減少己陣檯面上的牌。
送牌時需舉手，待所有人送牌完畢才會進入下一回合。
雙重牌
指當搶到位於敵陣的正確牌時，對方誤觸己陣牌時得情況。
由於正確牌與誤觸牌在不同陣營，搶牌成功可送一張牌，對方犯誤觸又可送一張牌，故此情況可送2張牌給對方。己陣因此少2張牌，敵陣則多一張。
決字
指能確定歌牌的決定字，故聽到決字即可搶牌，不須聽完整首和歌。
一字決牌：指聽到第一個字就能搶牌的牌組，分別是開頭的，皆只有一張，所以共7張。
另有二字、三字、四字、五字及六字（大山扎）決牌組，數字表示要聽到第幾字才能決定歌牌，顧名思義，在決定字前的音是一樣的。
一字決共7張、二字決共42張、三字決共37張、四字決共6張、五字決共2張、六字決共6張。
友牌
指開頭相同的牌。
以六字決牌為例，六字決牌是由三組成對友牌組成，友牌的頭五音相同，直到第六字才不同，才能決定詠唱的是兩張互為友牌中哪一張。
如友牌同在己陣或敵陣，則可在尚未聽到決字時將兩張牌同時拍出，以確保搶牌，因正確牌和誤觸牌在同一陣營故不算誤觸，才可使用此策略。
圍手
當詠唱之和歌未唱到決字時，在不碰到牌的前提下將手圍住己陣的友牌以防被搶的動作。
如唱到決字確定是己陣的歌牌則可輕鬆獲牌，如確定是在敵陣，則可在對方圍手前或突破圍手搶牌。
同時搶牌
當發生同時搶牌結果有爭議時，由雙方自行協調，協調不攏才求助裁判，通常會判牌屬己陣方者獲牌。

## 等級及段位
分成A－E級，無段位者為E級，初段為D級。
地區性大賽會依照段位A－E級分級比賽，所以對手皆與自己同等級。
E級升D級、D級升C級、C級升B級，只需在地區大賽獲得前三名即可。
B級升A級則必須於地區大賽獲得優勝（第一名），或是獲得兩次準優勝（第二名）才能升級，有的選手所屬歌牌會規定較嚴格，則必須得第一才能升級。
A級選手才有資格參加專屬大賽，如：全國選拔賽、全國選手權資格賽和名人&女王位挑戰賽。

## 競賽

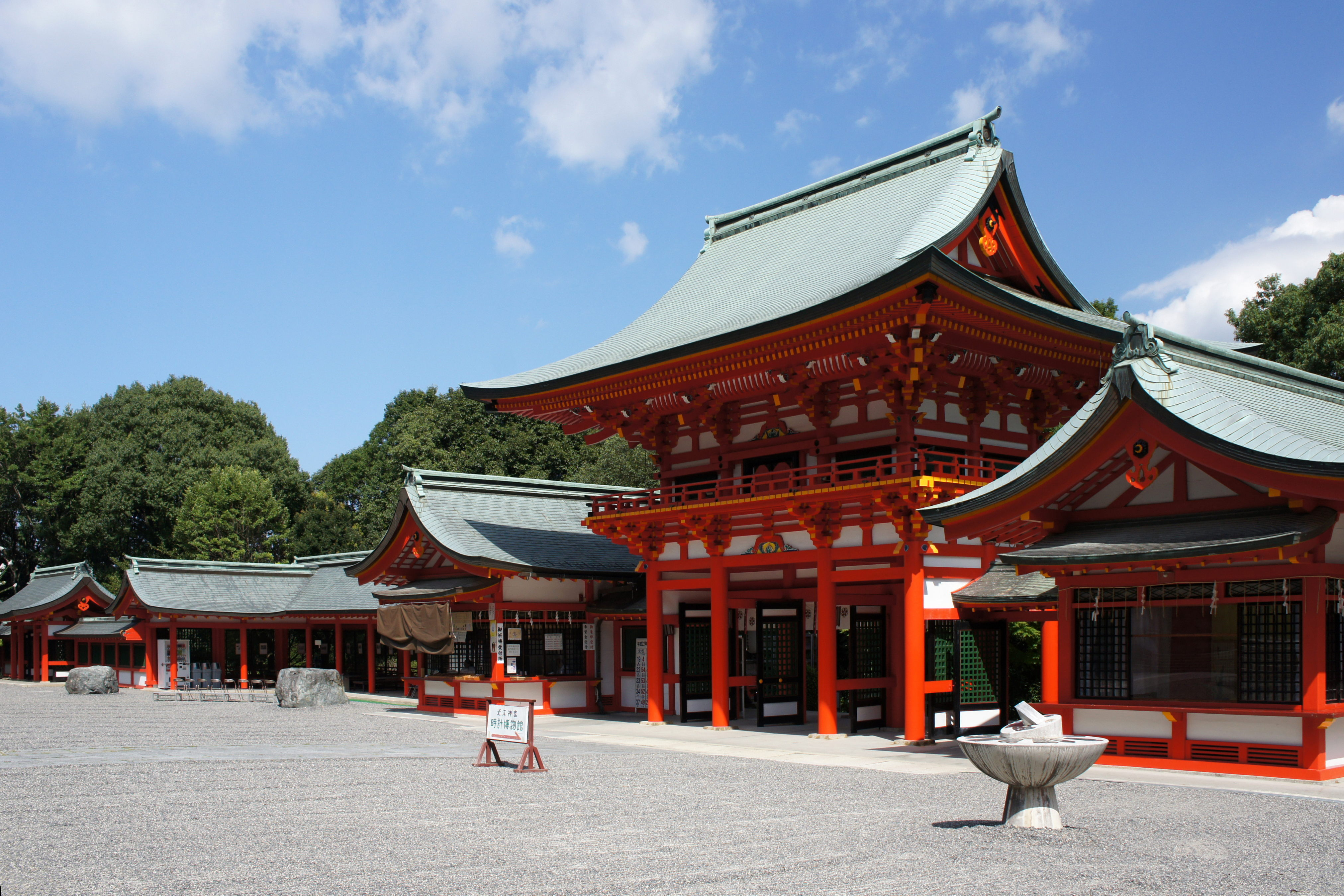
近江神宮，為競技歌牌的聖地

從1955年開始，每年1月上旬，滋賀縣大津市的近江神宮都會舉行歌牌名人戰；歌牌女王戰則是1957年開始舉行。
每年都會舉辦男子和女子的「東、西日本代表預選賽」，通過預選賽的男女東西代表會再進行「挑戰者決定賽」，優勝者將獲得參與名人戰和女王戰的資格。
名人戰採5戰3勝制；女王戰原採3戰2勝制，其後經多次更動。直至2019年1月第63屆女王戰更為5戰3勝制。

## 相關作品
- 末次由紀《花牌情缘》
- 竹下堅次朗《鬥牌（日语：かるた (漫画)）》
- 《名偵探柯南：唐紅的戀歌》

## 外部連結
- 全日本歌牌協會 （页面存档备份，存于）（日語）